# 埃默拉爾德艾爾 (北卡羅萊納州)
埃默拉爾德艾爾（英語：Emerald Isle）是一個位於美國北卡羅萊納州加特利縣的城鎮。

## 人口
根據2020年美國人口普查的數據，埃默拉爾德艾爾的面積為12.98平方千米，當中陸地面積為12.75平方千米，而水域面積為0.23平方千米。當地共有人口3847人，而人口密度為每平方千米296人。